# Gelede

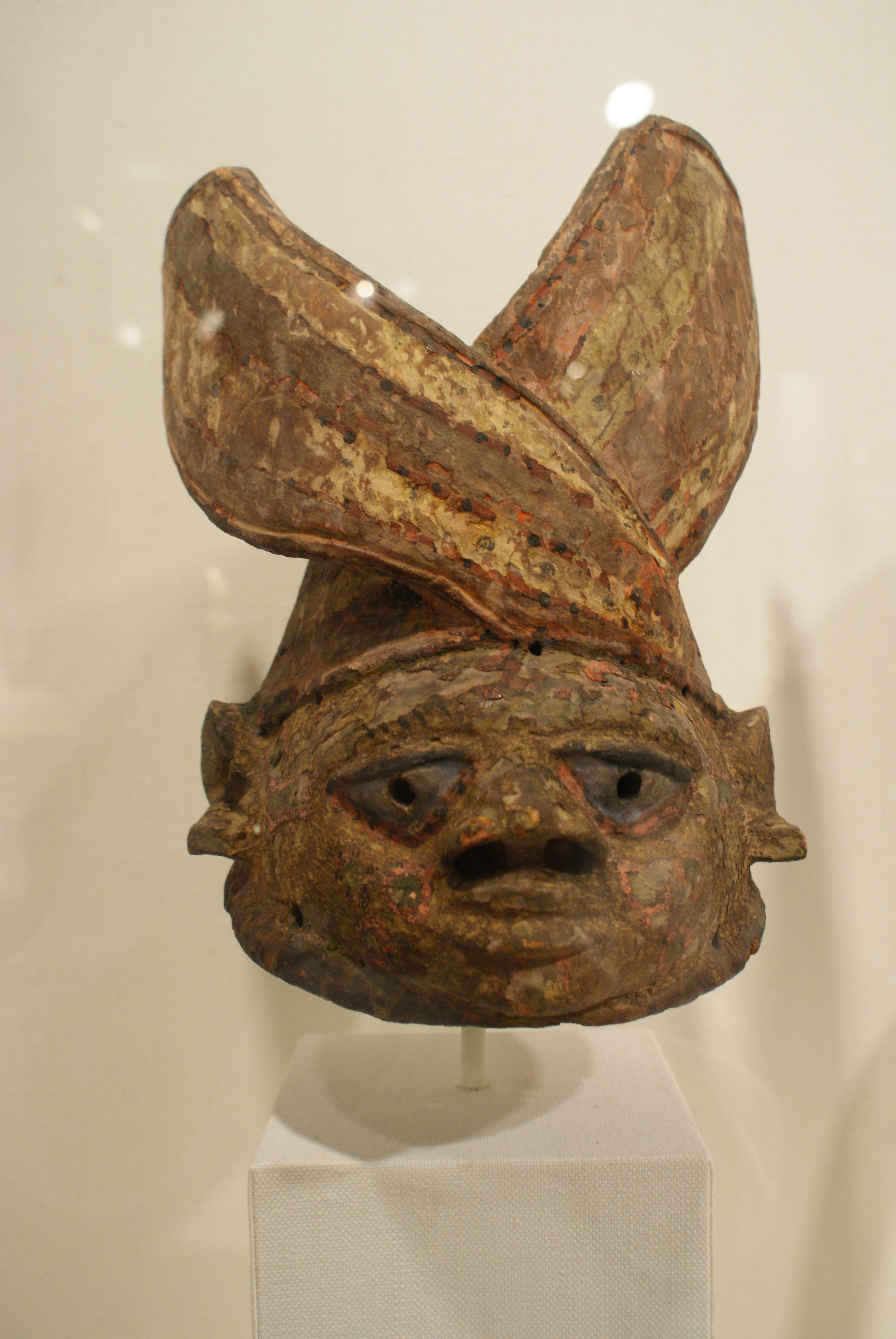
Gelede-Kopfaufsatz im Brooklyn Museum

Gelede ist ein Tanzritual und jährliches Festival der Yoruba. Es findet zu Ehren der als Ìyá Nlá personifizierten Weiblichkeit statt, insbesondere der Mutterschaft, der weiblichen Vorfahren und der alten Frauen. Seinen Anfang nahm das Festival vermutlich im 16. Jahrhundert.
Zu Gelede stellen sich Männer mit geschnitzten Kopfaufsätzen und Kostümen als Mann und Frau dar und vollführen zu Gesang und Trommelbegleitung einen Tanz, der die jeweilige Geschlechterrolle porträtiert. Gleichzeitig mit der Ehrung soll auch eine Besänftigung der bösen Seite der weiblichen Mächte stattfinden.
Gelede wurde 2001 von der UNESCO zum Meisterwerk des mündlichen und immateriellen Erbes der Menschheit ernannt und 2008 in die Repräsentative Liste des immateriellen Kulturerbes der Menschheit übernommen.